# 977 TCN
977 TCN là một năm trong lịch La Mã.